# Weißenstein (Stammbach)
Weißenstein ist ein Gemeindeteil des Marktes Stammbach im Landkreis Hof (Oberfranken, Bayern). Weißenstein liegt in der Gemarkung Stammbach.

## Geografie
Die Einöde liegt 1,5 Kilometer südlich von Stammbach und befindet sich auf dem Gipfelbereich des 668 Meter hohen Weißensteins. Dieser bewaldete Berg des Fichtelgebirges gilt als Hausberg der Stammbacher und ist eine aus Eklogit bestehende Erhebung, womit er eine geologische Besonderheit der Münchberger Gneismasse bildet. Das Eklogitvorkommen am Weißenstein ist die einzige größere Fundstätte dieses Gesteins auf dem Boden Deutschlands. Weißenstein ist über eine schmale Stichstraße erreichbar, die unmittelbar nordwestlich der Landkreisgrenze von der Kreisstraße HO 22 abzweigt. Außerdem ist der kleine Ort auch Treffpunkt von mehreren Wanderwegen. Die Einöde besteht aus einem als Ausflugsgaststätte genutzten Unterkunftshaus, einem weiteren Wohngebäude und dem 19 Meter hohen Weißensteinturm. Sowohl das Unterkunftshaus, als auch der Aussichtsturm wurden aus Eklogit erbaut. Der Weißensteinturm bietet einen umfassenden Rundblick, der bei günstigen Wetterbedingungen zu den Jurahöhen bei Kulmbach und Lichtenfels, zur Veste Coburg, zum Döbraberg, zum Waldsteinzug, zur Schneebergkette und zum Ochsenkopf reicht.

## Geschichte
Auf dem Weißenstein befand sich seit dem Jahr 1498 ein mit Brennmaterial für Signalfeuer versehener Wartturm, auf dem Tag- und Nachtwachen stationiert waren. Der Wartturm bildete den Teil eines Frühwarnsystems, das vom Markgraftum Brandenburg-Bayreuth zum Erkennen feindlicher Invasionsversuche installiert worden war, wie etwa den Plünderungszügen der Hussiten während der Hussitenkriege. Vom Weißensteiner Wartturm aus war eine optische Verständigung mit den Warttürmen bei Helmbrechts, Schauenstein, Hof, Rudolphstein sowie auf dem Großen Waldstein, dem Schneeberg und dem Rehberg gegenüber der Plassenburg möglich.
Die Einöde Weißenstein wurde in der ersten Hälfte des 19. Jahrhunderts auf dem Gemeindegebiet von Stammbach errichtet. Das Unterkunfthaus Weißenstein galt zeitweise als Gemeindeteil von Stammbach.

### Baudenkmäler
- Weißensteinturm[9]

### Einwohnerentwicklung
| Jahr      | 001861 | 001871 | 001885 | 001900 | 001925 | 001950 | 001961 | 001970 | 001987 |
| Einwohner | 14     | 17     | 14     | 3      | 10     | 27     | 13     | 5      | 6      |
| Häuser    |        |        | 2      | 2      | 2      | 4      | 1      |        | 2      |
| Quelle    | [ 11 ] | [ 12 ] | [ 13 ] | [ 14 ] | [ 15 ] | [ 16 ] | [ 17 ] | [ 18 ] | [ 1 ]  |

## Religion
Weißenstein ist evangelisch-lutherisch geprägt und bis heute nach St. Maria (Stammbach) gepfarrt.